# Episodi di Ben 10 (2016)
Questa è la lista degli episodi della serie animata Ben 10.
La serie viene trasmessa dal 1º ottobre 2016 su Cartoon Network in Australia, dal 9 ottobre 2016 su Cartoon Network in Regno Unito e dal 10 aprile 2017 su Cartoon Network negli Stati Uniti. Nel 2020, l'uscita di alcuni episodi ha subito dei ritardi a causa dell'emergenza COVID-19.
In Italia viene trasmessa dal 2016 su Cartoon Network, poi viene replicata nel 2017 su Boing e nel 2019 anche su Cartoonito e Boomerang.
Negli Stati Uniti e nel Regno Unito l’ordine degli episodi non è lo stesso, perciò l’ordine italiano non è ben preciso.

## Prima stagione
| Nº | Titolo originale            | Titolo italiano                               | Prima TV USA      | Prima TV Italia |
| -- | --------------------------- | --------------------------------------------- | ----------------- | --------------- |
| 1  | The Filth                   | Pulizie di primavera                          | 10 aprile 2017    | 24 ottobre 2016 |
| 2  | Waterfilter                 | Palla di cannone                              | 10 aprile 2017    | 24 ottobre 2016 |
| 3  | The Ring Leader             | Il torneo di wrestling                        | 10 aprile 2017    | 25 ottobre 2016 |
| 4  | Riding the Storm Out        | Il ciclone cosmico                            | 10 aprile 2017    | 25 ottobre 2016 |
| 5  | The Clocktopus              | Passato contro presente                       | 11 aprile 2017    | 26 ottobre 2016 |
| 6  | Take 10                     | Ciak, azione!                                 | 12 aprile 2017    | 26 ottobre 2016 |
| 7  | Growing Pains               | Una strana tata                               | 13 aprile 2017    | 27 ottobre 2016 |
| 8  | Shhh!                       | Shhh                                          | 17 aprile 2017    | 27 ottobre 2016 |
| 9  | Brief Career of Lucky Girl  | Una fiera fortunata                           | 18 aprile 2017    | 28 ottobre 2016 |
| 10 | Animo Farm                  | La fattoria del Dr. Animus                    | 19 aprile 2017    | 28 ottobre 2016 |
| 11 | Clown College               | I favolosi Quattro                            | 20 aprile 2017    |                 |
| 12 | Adventures in Babysitting   | Avventure da babysitter                       | 24 aprile 2017    |                 |
| 13 | Something I Ate             | Slurpstack, il divoratore d'oro               | 25 aprile 2017    |                 |
| 14 | Steam Is the Word           | La capsula del tempo                          | 26 aprile 2017    |                 |
| 15 | The Beast Inside            | La bestia dentro                              | 27 aprile 2017    |                 |
| 16 | All Wet                     | Tutti bagnati                                 | 1º maggio 2017    |                 |
| 17 | Villain Time                | È l'ora del cattivo                           | 2 maggio 2017     |                 |
| 18 | Drive You Crazy             | Guida da pazzi                                | 3 maggio 2017     |                 |
| 19 | Tomorrow Today              | Ieri e oggi                                   | 4 maggio 2017     |                 |
| 20 | Story, Bored                | Il libro degli incantesimi                    | 8 maggio 2017     |                 |
| 21 | Hole in 10                  | Buca in dieci                                 | 9 maggio 2017     |                 |
| 22 | Receipe for Disaster        | Ricetta per un disastro                       | 29 maggio 2017    |                 |
| 23 | Rustbucket RIP              | Aiuto! Il camper...                           | 29 maggio 2017    |                 |
| 24 | Freaky Gwen Ben             | I guanti dei Titani                           | 9 giugno 2017     |                 |
| 25 | Ben 24hrs                   | Adrenalandia                                  | 16 giugno 2017    |                 |
| 26 | Bright Lights, Black Hearts | Il lato oscuro della fama                     | 23 giugno 2017    |                 |
| 27 | Don't Laze Me, Bro          | Duello a colpi di laser                       | 1º settembre 2017 |                 |
| 28 | Don't Let the Bass Drop     | Un DJ catastrofico                            | 8 settembre 2017  |                 |
| 29 | Bad Penny                   | La babysitter                                 | 15 settembre 2017 |                 |
| 30 | Zombozo-Land                | Zombozo-Land                                  | 22 settembre 2017 |                 |
| 31 | Forgeti                     | Lo smemoryeti                                 | 29 settembre 2017 |                 |
| 32 | Max to the Max              | Max al massimo                                | 6 ottobre 2017    |                 |
| 33 | Cutting Corners             | Un tranquillo picnic di paura                 | 13 ottobre 2017   |                 |
| 34 | Xingo                       | Xingo                                         | 20 ottobre 2017   |                 |
| 35 | Scared Silly                | Un hotel da brivido                           | 27 ottobre 2017   |                 |
| 36 | Need for Speed              | Caccia al tesoro                              | 3 novembre 2017   |                 |
| 37 | Omni-Tricked                | Omni-Tricked: il nuovo alieno (prima parte)   | 22 novembre 2017  |                 |
| 38 | Omni-Tricked                | Omni-Tricked: il nuovo alieno (seconda parte) | 22 novembre 2017  |                 |
| 39 | Omni-Tricked                | Omni-Tricked: il nuovo alieno (terza parte)   | 22 novembre 2017  |                 |
| 40 | Omni-Tricked                | Omni-Tricked: il nuovo alieno (quarta parte)  | 22 novembre 2017  |                 |

## Seconda stagione
| Nº | Nº | Titolo originale                            | Titolo italiano                                    | Prima TV USA      | Prima TV Italia |
| -- | -- | ------------------------------------------- | -------------------------------------------------- | ----------------- | --------------- |
| 41 | 1  | Out to Launch                               | Pronti al decollo                                  | 19 febbraio 2018  |                 |
| 42 | 2  | Battle at Biggie Box                        | Sfida all’ultimo giocattolo                        | 19 febbraio 2018  |                 |
| 43 | 3  | Bon Voyage                                  | Mal di mare                                        | 26 febbraio 2018  |                 |
| 44 | 4  | Mayhem in Mascot                            | La mascotte stregata                               | 26 febbraio 2018  |                 |
| 45 | 5  | Screamcatcher                               | Sogni contro incubi                                | 5 marzo 2018      |                 |
| 46 | 6  | Creature Feature                            | Mostrovisione                                      | 5 marzo 2018      |                 |
| 47 | 7  | Bomzobo Lives                               | Scuola guida                                       | 12 marzo 2018     |                 |
| 48 | 8  | Animorphosis                                | Una strana alleanza                                | 12 marzo 2018     |                 |
| 49 | 9  | Assault in Pankake Palace                   | Frittelle mostruose                                | 19 marzo 2018     |                 |
| 50 | 10 | High stress express                         | L'espresso che stressa                             | 19 marzo 2018     |                 |
| 51 | 11 | The 11th Alien: Part 1                      | L’undicesimo alieno (prima parte)                  | 6 aprile 2018     |                 |
| 52 | 12 | The 11th Alien: Part 2                      | L’undicesimo alieno (seconda parte)                | 6 aprile 2018     |                 |
| 53 | 13 | Half-Sies                                   | Lavoro di squadra                                  | 16 aprile 2018    |                 |
| 54 | 14 | Xingo's Back                                | Dentro al videogioco                               | 23 aprile 2018    |                 |
| 55 | 15 | Bounty Ball                                 | Una movimentata gita in treno                      | 30 aprile 2018    |                 |
| 56 | 16 | Fear The Fogg                               | Attenti alla nebbia                                | 7 maggio 2018     |                 |
| 57 | 17 | Super-Villain Team Up                       | Un'accoppiata perdente                             | 14 maggio 2018    |                 |
| 58 | 18 | Can I Keep It                               | Posso Tenerlo?                                     | 21 maggio 2018    |                 |
| 59 | 19 | Chicken Nuggets of Wisdom                   | Nonno Max è cambiato...                            | 22 maggio 2018    |                 |
| 60 | 20 | All Koiled up                               | Il momento adatto                                  | 23 maggio 2018    |                 |
| 61 | 21 | King Koil                                   | Il regno dei serpenti                              | 11 giugno 2018    |                 |
| 62 | 22 | The Charm Offensive                         | La nemica di Gwen                                  | 11 giugno 2018    |                 |
| 63 | 23 | Double Hex                                  | Doppio Stregone                                    | 11 giugno 2018    |                 |
| 64 | 24 | Ye Old Laser duel                           | Il duello del gioco laser                          | 11 giugno 2018    |                 |
| 65 | 25 | Ben again and again                         | Ancora Ben                                         | 11 giugno 2018    |                 |
| 66 | 26 | Vote Zombozo                                | Vota Zombozo!                                      | 10 settembre 2018 |                 |
| 67 | 27 | Drone On                                    | L’invasione dei droni                              | 10 settembre 2018 |                 |
| 68 | 28 | Safari Sa’Bad                               | La giostra del terrore                             | 11 settembre 2018 |                 |
| 69 | 29 | The nature of things                        | Un amico pennuto                                   | 11 settembre 2018 |                 |
| 70 | 30 | The sound and the furry                     | Il festival dell'uomo assiderato                   | 12 settembre 2018 |                 |
| 71 | 31 | Reststop Roustabout                         | Il potere della fantasia                           | 12 settembre 2018 |                 |
| 72 | 32 | That’s the stuff                            | Il mutaforma                                       | 13 settembre 2018 |                 |
| 73 | 33 | The Feels                                   | Il villaggio di Natale                             | 13 settembre 2018 |                 |
| 74 | 34 | Past Alien Present                          | Alieni a vapore                                    | 14 settembre 2018 |                 |
| 75 | 35 | Dreamtime                                   | Intrappolati in un incubo                          | 14 settembre 2018 |                 |
| 76 | 36 | Innervasion: Part 1: Message in a Boxcar    | Omnivasione (prima parte) - Il messaggio           | 26 ottobre 2018   |                 |
| 77 | 37 | Innervasion: Part 2: Call the Dream Police  | Omnivasione (seconda parte) - La chiamata          | 26 ottobre 2018   |                 |
| 78 | 38 | Innervasion: Part 3: Strange Bedfellows     | Omnivasione (terza parte) - Una strana alleanza    | 26 ottobre 2018   |                 |
| 79 | 39 | Innervasion: Part 4: Mind Over Alien Matter | Omnivasione (quarta parte) - Il Grande Distruttore | 26 ottobre 2018   |                 |
| 80 | 40 | Innervasion: Part 5: High Override          | Omnivasione (quinta parte) - La Terra è salva      | 26 ottobre 2018   |                 |

## Terza stagione
| Nº  | Nº | Titolo originale                    | Titolo italiano                 | Prima TV USA      | Prima TV Italia   |
| --- | -- | ----------------------------------- | ------------------------------- | ----------------- | ----------------- |
| 81  | 1  | Omni-Copped                         | Il cavaliere immortale          | 23 febbraio 2019  |                   |
| 82  | 2  | This One Goes to 11                 | Arriviamo fino a 11             | 23 febbraio 2019  |                   |
| 83  | 3  | Rath of Con                         | L'occhio della tigre            | 2 marzo 2019      |                   |
| 84  | 4  | Poles apart                         | Poli opposti                    | 2 marzo 2019      |                   |
| 85  | 5  | Show Don't Tell                     | L'incantensimo                  | 9 marzo 2019      |                   |
| 86  | 6  | Welcome to Zombozo-Zone!            | Un tuffo nel passato            | 9 marzo 2019      |                   |
| 87  | 7  | Bridge Out                          | Un traffico fastidioso          | 16 marzo 2019     |                   |
| 88  | 8  | Beach Heads                         | Tipi da spiaggia                | 16 marzo 2019     |                   |
| 89  | 9  | Charm school's Out                  | La scuola è finita              | 23 marzo 2019     |                   |
| 90  | 10 | Billy Bajillions                    | Billy l'arcimiliardario         | 23 marzo 2019     |                   |
| 91  | 11 | Franken-Fight                       | La battaglia di Franken         | 30 marzo 2019     |                   |
| 92  | 12 | Buggin' the Bugs                    | Chi secca i seccatori?          | 30 marzo 2019     |                   |
| 93  | 13 | Which Watch                         | L'orologio della strega         | 6 aprile 2019     |                   |
| 94  | 14 | Baby Buktu                          | Salviamo Nonno Max              | 6 aprile 2019     |                   |
| 95  | 15 | Them's Fightin' Words               | Il flauto della discordia       | 13 aprile 2019    |                   |
| 96  | 16 | Mutiny for the Bounty               | Nemici Amici                    | 13 aprile 2019    |                   |
| 97  | 17 | The chupaca-bro                     | Il chupacabra                   | 20 aprile 2019    |                   |
| 98  | 18 | Buggy Out                           | Il Bug della Buggy              | 20 aprile 2019    |                   |
| 99  | 19 | Introducing Kevin 11                | Vi presento Kevin 11            | 27 aprile 2019    |                   |
| 100 | 20 | Four boy Four                       | Quattro più Quattro             | 27 aprile 2019    |                   |
| 101 | 21 | Moor Fogg                           | Il ritorno di Nebbia            | 22 giugno 2019    |                   |
| 102 | 22 | King of the Castle                  | Re del castello                 | 22 giugno 2019    |                   |
| 103 | 23 | Speechless on the Seine             | Ammutolito sulla Senna          | 29 giugno 2019    |                   |
| 104 | 24 | Don't Touch                         | Non toccare                     | 29 giugno 2019    |                   |
| 105 | 25 | Big in Japan                        | Gli eroi del Giappone           | 6 luglio 2019     |                   |
| 106 | 26 | Cyber Slammers                      | Lottatori virtuali              | 6 luglio 2019     |                   |
| 107 | 27 | Big Ben 10                          | Big Ben 10                      | 13 luglio 2019    |                   |
| 108 | 28 | LaGrange Muraille                   | LaGrange Muraglia               | 13 luglio 2019    |                   |
| 109 | 29 | Lickety Split                       | La terra divisa                 | 20 luglio 2019    |                   |
| 110 | 30 | The Claws of the Cat                | Gli artigli della gatta         | 20 luglio 2019    |                   |
| 111 | 31 | Roundabout: part 1                  | Giro di giostra (prima parte)   | 21 settembre 2019 |                   |
| 112 | 32 | Roundabout: part 2                  | Giro di giostra (seconda parte) | 21 settembre 2019 |                   |
| 113 | 33 | Cirque-Us                           | Una cugina delusa               | 28 settembre 2019 |                   |
| 114 | 34 | Forever Road                        | Corsa nel deserto               | 28 settembre 2019 |                   |
| 115 | 35 | The Bentathlon                      | Il Bentatlon                    | 5 ottobre 2019    |                   |
| 116 | 36 | Prey or Play                        | Lotta e gioca                   | 5 ottobre 2019    |                   |
| 117 | 37 | Beware the Scare-Crow               | Attenti allo spaventapasseri    | 12 ottobre 2019   |                   |
| 118 | 38 | The Night Ben Tennison Came to Town | Ben Tennyson arriva in città    | 12 ottobre 2019   |                   |
| 119 | 39 | And Xingo Was His Name-O            | Il suo nome è Xingo             | 19 ottobre 2019   |                   |
| 120 | 40 | Fear in the Family                  | Il figlio della nebbia          | 19 ottobre 2019   |                   |
| 121 | 41 | Xingo Nation                        | Caos in Tv                      | 26 ottobre 2019   | 30 Settembre 2019 |
| 122 | 42 | Heads of the Family                 | Capo Famiglia                   | 26 ottobre 2019   | 30 Settembre 2019 |
| 123 | 43 | My Bodyguard                        | Guardia del corpo               | 2 novembre 2019   | 1º Ottobre 2019   |
| 124 | 44 | Wheels of fortune                   | Ruote della fortuna             | 2 novembre 2019   | 1º Ottobre 2019   |
| 125 | 45 | Heat of the Moment                  | Robot con le emozioni           | 9 novembre 2019   | 2 Ottobre 2019    |
| 126 | 46 | Vin Diagram                         | Guai in pista                   | 9 novembre 2019   | 2 Ottobre 2019    |
| 127 | 47 | A sticky situation                  | Il lavoro di un eroe            | 16 novembre 2019  | 3 Ottobre 2019    |
| 128 | 48 | What Rhymes with Omnitrix?          | Cosa fa rima con Omnitrix?      | 16 novembre 2019  | 3 Ottobre 2019    |
| 129 | 49 | You Remind Me of Someone            | Scambio di identità             | 23 novembre 2019  | 4 Ottobre 2019    |
| 130 | 50 | Adrenaland Jr.                      | Adrenalandia Jr.                | 23 novembre 2019  | 4 Ottobre 2019    |
| 131 | 51 | Steam Fight at the Ok Corral        | Cowboy d'acqua                  | 30 novembre 2019  | 5 Ottobre 2019    |
| 132 | 52 | I Dont't like you                   | Sfida di cucina                 | 30 novembre 2019  | 5 Ottobre 2019    |

## Quarta stagione
| Nº  | Nº | Titolo originale                              | Titolo italiano                                                | Prima TV USA      | Prima TV Italia   |
| --- | -- | --------------------------------------------- | -------------------------------------------------------------- | ----------------- | ----------------- |
| 133 | 1  | Chicken in Chicken Itza Part 1 Pyramid Scheme | La città Maya (prima parte) - Minaccia divina                  | 19 gennaio 2020   | 9 marzo 2020      |
| 134 | 2  | Chicken in Chicken Itza Part 2 Pyramid Scheme | La città Maya (seconda parte) - I fallimenti di un eroe        | 19 gennaio 2020   | 9 marzo 2020      |
| 135 | 3  | Ben in Rome, Part 1: A Slice of Life          | Ben a Roma (prima parte) - Una pizza monumentale               | 26 gennaio 2020   | 12 marzo 2020     |
| 136 | 4  | Ben in Rome, Part 2: The Bee's Knees          | Ben a Roma (seconda parte) - Gladiatori nel colosseo           | 26 gennaio 2020   | 12 marzo 2020     |
| 137 | 5  | Gentle Ben                                    | Una farfalla per amica                                         | 2 febbraio 2020   | 2 marzo 2020      |
| 138 | 6  | Funhouse                                      | La trappola                                                    | 2 febbraio 2020   | 3 marzo 2020      |
| 139 | 7  | Summer Breakers                               | Il nuovo potere                                                | 9 febbraio 2020   | 2 marzo 2020      |
| 140 | 8  | The Monsters in your head                     | La caverna dei mostri                                          | 9 febbraio 2020   | 3 marzo 2020      |
| 141 | 9  | Queen of Bees                                 | La regina delle api                                            | 23 febbraio 2020  | 5 marzo 2020      |
| 142 | 10 | Falls, Falls, Falls                           | Un record da battere                                           | 23 febbraio 2020  | 5 marzo 2020      |
| 143 | 11 | The Greatest Lake                             | L'apprendista stregone                                         | 1º marzo 2020     | 6 marzo 2020      |
| 144 | 12 | Mud on the run                                | Corsa nel fango                                                | 1º marzo 2020     | 6 marzo 2020      |
| 145 | 13 | It's story time                               | Il libro degli Eterni                                          | 15 marzo 2020     | 10 marzo 2020     |
| 146 | 14 | Cosplay Day                                   | La fiera dei costumi                                           | 15 marzo 2020     | 10 marzo 2020     |
| 147 | 15 | Bottomless Ben                                | Ben senza fondo                                                | 22 marzo 2020     | 11 marzo 2020     |
| 148 | 16 | Tales from the Omnitrix                       | Le storie dell'Omnitrix                                        | 22 marzo 2020     | 11 marzo 2020     |
| 149 | 17 | Party Poopers                                 | I Guastafeste                                                  | 29 marzo 2020     | 13 marzo 2020     |
| 150 | 18 | Wind Some, Lose Some                          | Vento vince, vento perde                                       | 29 marzo 2020     | 13 marzo 2020     |
| 151 | 19 | Digital Quality                               | Qualità digitale                                               | 4 maggio 2020     | 31 agosto 2020    |
| 152 | 20 | Tim Buk-TV                                    | Lo show di Tim Buktu                                           | 4 maggio 2020     | 1º settembre 2020 |
| 153 | 21 | Tokyo Fun Part 1: Big Bugg Bash               | Divertimento a Tokyo (prima parte) - Il colpo del mega insetto | 13 settembre 2020 | 4 marzo 2020      |
| 154 | 22 | Tokyo Fun Part 2: Slamming it up              | Divertimento a Tokyo (seconda parte) - La strategia del sumo   | 13 settembre 2020 | 4 marzo 2020      |
| 155 | 23 | Growing Up is Hard to Do                      | Crescere è complicato                                          | 13 settembre 2020 | 2 settembre 2020  |
| 156 | 24 | The Hex Factor                                | Il club di magia                                               | 13 settembre 2020 | 3 settembre       |
| 157 | 25 | Sweet Tooth                                   | La paura dei dentisti                                          | 14 settembre 2020 | 4 settembre 2020  |
| 158 | 26 | Medieval Upheaval                             | La sfida del cavaliere                                         | 14 settembre 2020 |                   |
| 159 | 27 | Speed of Sound                                | La velocità del suono                                          | 15 settembre 2020 |                   |
| 160 | 28 | Xingos' World                                 | Dentro il cartone animato                                      | 15 settembre 2020 |                   |
| 161 | 29 | Tummy Ache                                    | La Fabbrica di dolci                                           | 16 settembre 2020 |                   |
| 162 | 30 | Players of the Lost Park                      | L'amico a 4 ruote                                              | 16 settembre 2020 |                   |
| 163 | 31 | De-Fanged                                     | De-zannato!                                                    | 17 settembre 2020 |                   |
| 164 | 32 | Mock 10                                       | Scherzi a tutta velocità                                       | 17 settembre 2020 |                   |
| 165 | 33 | Rekoil                                        | Scontro animalesco                                             | 18 settembre 2020 |                   |
| 166 | 34 | Buktu The Future                              | Buk - torno al futuro                                          | 18 settembre 2020 |                   |